# Georg Sterzinsky

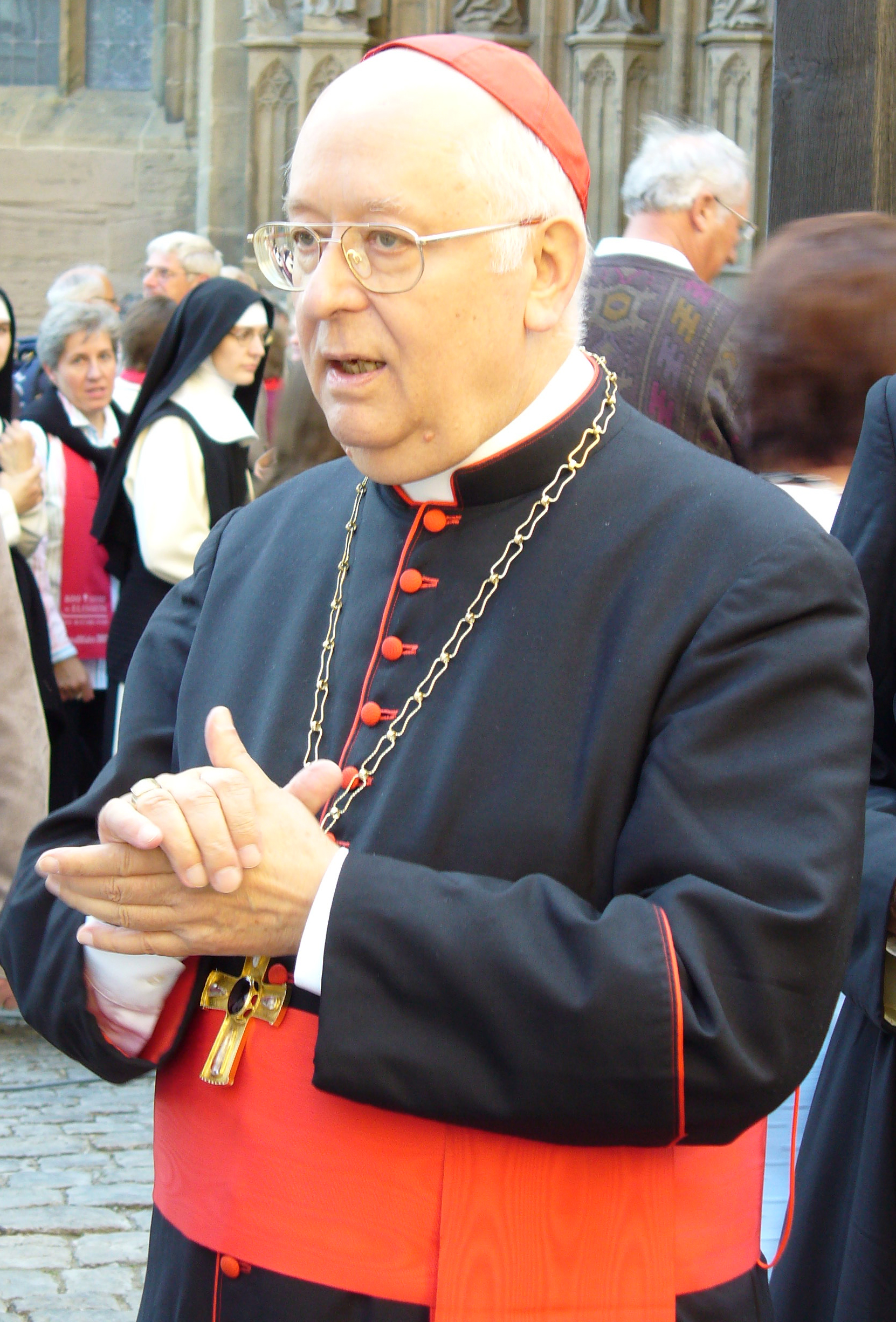
Georg Kardinal Sterzinsky (2007)

Sterzinskys Wappen als Kardinal

Georg Maximilian Kardinal Sterzinsky (* 9. Februar 1936 in Warlack, Kreis Heilsberg, Ostpreußen; † 30. Juni 2011 in Berlin) war ein deutscher Geistlicher und Erzbischof von Berlin.

## Leben
Georg Maximilian Sterzinsky stammte aus dem Ermland in Ostpreußen. Er wuchs in einer großen Familie in Jomendorf bei Allenstein auf. Seine Mutter starb, als er elf Jahre alt war. Nach dem Zweiten Weltkrieg wurde die Familie 1946 aus Ostpreußen vertrieben. Sie kam nach Thüringen in der späteren DDR.
Nach dem 1954 begonnenen Studium der Katholischen Theologie wurde er am 15. November 1959 von Bischof Ferdinand Piontek zum Diakon geweiht und empfing am 29. Juni 1960 in Erfurt durch Joseph Freusberg, Weihbischof in Fulda, die Priesterweihe, er wurde in das Bistum Fulda inkardiniert. Anschließend war er bis 1962 Kaplan an St. Elisabeth in Eisenach, von 1962 bis 1964 Präfekt und Assistent am Regional-Priesterseminar Erfurt, von 1964 bis 1966 Vikar der Propsteikirche St. Marien in Heiligenstadt, ab 1966 bis 1981 Pfarrer an St. Johannes Baptist in Jena. 1981 wurde er von Joachim Wanke zum Generalvikar im Bischöflichen Amt Erfurt-Meiningen berufen. Papst Johannes Paul II. verlieh ihm am 8. März 1982 den Titel Ehrenprälat Seiner Heiligkeit.
1989 wählte ihn das Berliner Domkapitel zum Bischof von Berlin; die päpstliche Ernennung erfolgte am 24. Juni 1989. Die Bischofsweihe spendete ihm Joachim Wanke am 9. September 1989; Mitkonsekratoren waren Johannes Kapp, Weihbischof in Fulda, und Wolfgang Weider, Weihbischof im Bistum Berlin. Sein Wahlspruch war Deus semper maior („Gott ist immer größer“).
Am 28. Juni 1991 nahm ihn Papst Johannes Paul II. als Kardinalpriester mit der Titelkirche San Giuseppe all’Aurelio in das Kardinalskollegium auf. Mit der Erhebung des Bistums Berlin zum Erzbistum am 27. Juni 1994 wurde Sterzinsky erster Erzbischof von Berlin und Metropolit der Berliner Kirchenprovinz. Am Konklave im Jahr 2005 nahm er als wahlberechtigter Kardinal teil.
Am 24. Februar 2011 nahm Papst Benedikt XVI. sein bei Erreichen des 75. Lebensjahres aus Altersgründen vorgebrachtes Rücktrittsgesuch an. Die Amtsgeschäfte im Erzbistum Berlin übernahm Weihbischof Matthias Heinrich als Diözesanadministrator. Am 2. Juli desselben Jahres ernannte Benedikt XVI. den Kölner Weihbischof Rainer Maria Woelki zum Nachfolger Sterzinskys.
Georg Kardinal Sterzinsky starb nach schwerer Krankheit in den frühen Morgenstunden des 30. Juni 2011 in Berlin. Im Anschluss an das Requiem in der St. Hedwigs-Kathedrale wurde er am 9. Juli 2011 in der Unterkirche der Kathedrale beigesetzt.
Auch auf dem denkmalgeschützten St.-Hedwigs-Friedhof in der Konrad-Wolf-Straße im Bezirk Lichtenberg, Ortsteil Berlin-Alt-Hohenschönhausen, wird seiner gedacht. Auf einem schlicht gestalteten Gedenkstein mit der Inschrift „Das ewige Licht leuchte ihnen. Den verstorbenen Brandenburgen“ unmittelbar neben der Friedhofskapelle sind die verstorbenen Mitglieder der Brandenburgia, einer Vereinigung katholischer Geistlicher, vermerkt, darunter auch Georg Kardinal Sterzinsky.

## Wirken
Kurz nach der Amtsübernahme 1989 hatte Sterzinsky aufgrund der Wiedervereinigung die Aufgabe, das Bistum Berlin (seit 27. Juni 1994 Erzbistum) zusammenzuführen, das neben Berlin Teile von Brandenburg und Mecklenburg-Vorpommern umfasst. Bei der Neuordnung des flächenmäßig zweitgrößten Bistums in Deutschland hatte er neben der Eingliederung massive finanzielle Probleme zu bewältigen.
Sterzinsky engagierte sich insbesondere für die Migrations- und Asylpolitik und etablierte in der Deutschen Bischofskonferenz die Unterkommission Frauen in Kirche und Gesellschaft.
2004 wurde Sterzinsky vom Lesben- und Schwulenverband in Deutschland kritisiert, weil er auf einer Gedenkveranstaltung für Opfer des Nationalsozialismus gesagt hatte, es könne Protest gegen staatliche Gesetze nötig sein, „die dem Gesetz Gottes widersprechen“, was auch auf die gleichgeschlechtliche Ehe zutreffe. LSVD-Sprecher Manfred Bruns bezeichnete dies als „unerträgliche Entgleisung“.

## Mitgliedschaften

### Römische Kurie
- Kongregation für das katholische Bildungswesen (1991–2011)
- Päpstlicher Rat der Seelsorge für die Migranten und Menschen unterwegs (1995–2011)
- Päpstlicher Rat für den Dialog mit den Nichtglaubenden (1991–1994)

### Deutsche Bischofskonferenz
- Kommission für Ehe und Familie (Vorsitzender) (1991–2011)
- Migrationskommission (stellv. Vorsitzender) (1996–2011)
- Pastoralkommission (stellv. Vorsitzender)
  - Unterkommission Frauen in Kirche und Gesellschaft (Vorsitzender) (1999–2011)
- Ökumenekommission (1990–1996)

## Ehrungen
- 2000: Großes Verdienstkreuz mit Stern und Schulterband der Bundesrepublik Deutschland des Verdienstordens der Bundesrepublik Deutschland